# Lomske (Radibor)

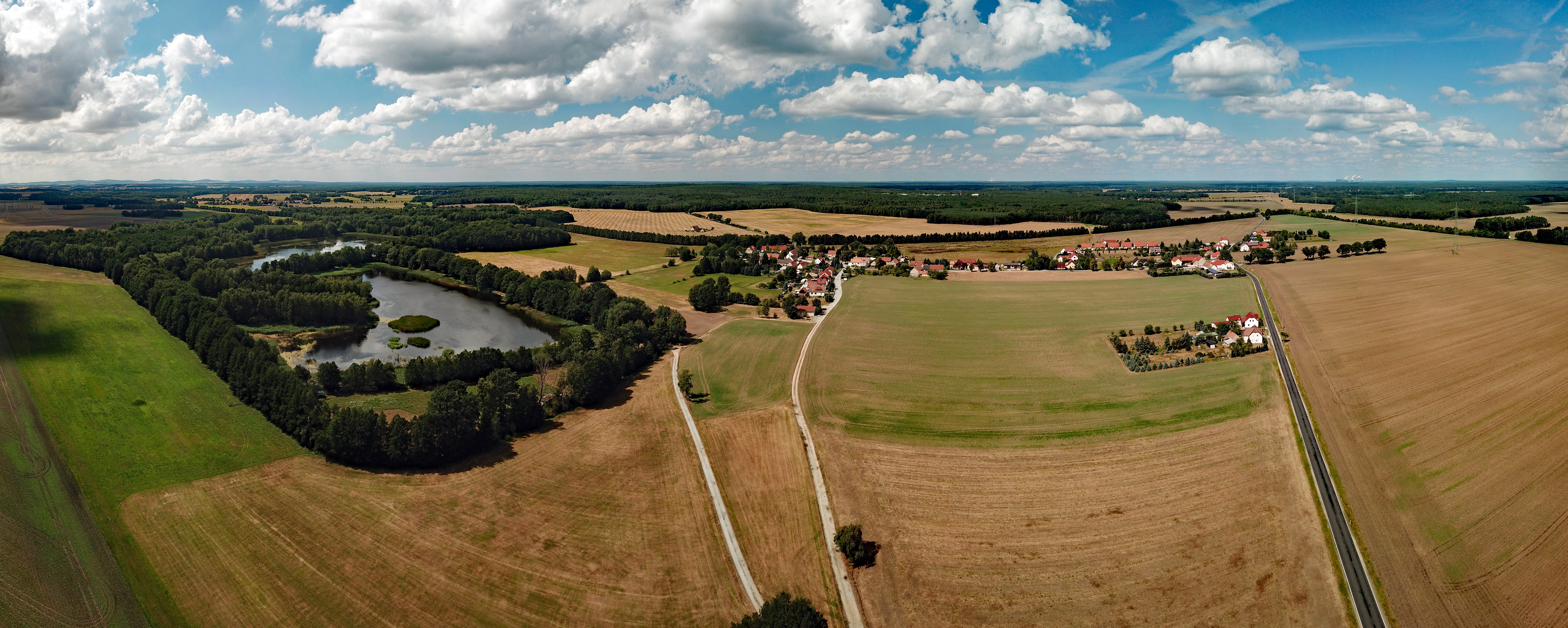
Luftbildpanorama

Lomske, obersorbisch Łomskⓘ, ist ein Dorf im Osten des sächsischen Landkreises Bautzen. Es zählt zur Oberlausitz und gehört seit 1994 zur Gemeinde Radibor. Der Ort gehört zum offiziellen sorbischen Siedlungsgebiet und hat 187 Einwohner.

## Geographie
Der Ort liegt zwölf Kilometer nördlich von Bautzen in der Oberlausitzer Heide- und Teichlandschaft auf 145 m ü. NN. Die Umgebung ist hügelig; im Nordwesten erhebt sich in einem ausgedehnten Waldgebiet der 199 m hohe Hahnenberg bei Droben. Der Bach Lomschanke passiert Lomske nordwestlich. Südwestlich des Ortes, in Richtung Luppa, befinden sich mehrere Fischteiche, darunter Passockteich und Haubinteich.
Lomske ist ursprünglich ein Rundweiler, später wurde der Ort nach Osten hin erweitert. Im westlichen Teil der Siedlung befindet sich ein Gutshof.

## Geschichte
Der Ort wird erstmals 1353 als Lomcz erwähnt. Die heutige Namensform taucht erstmals 1732 auf. Das Rittergut findet erst 1858 erste Erwähnung.
Bis 1936 war Lomske eine eigenständige Landgemeinde mit dem östlich gelegenen Ortsteil Crosta. Dieser wurde aufgrund seines schnellen Wachstums als Industriestandort 1910 ausgegliedert und bildete fortan eine eigene Gemeinde. Am 1. April 1936 kam Lomske zur Gemeinde Luppa, die 1994 in der Gemeinde Radibor aufging.

## Einwohnerentwicklung von Lomske
| Datum | Einwohner |
| ----- | --------- |
| 1834  | 132       |
| 1871  | 150       |
| 1890  | 145       |
| 1910  | 250       |
| 1925  | 242       |
| 2010  | 193       |

## Bevölkerung

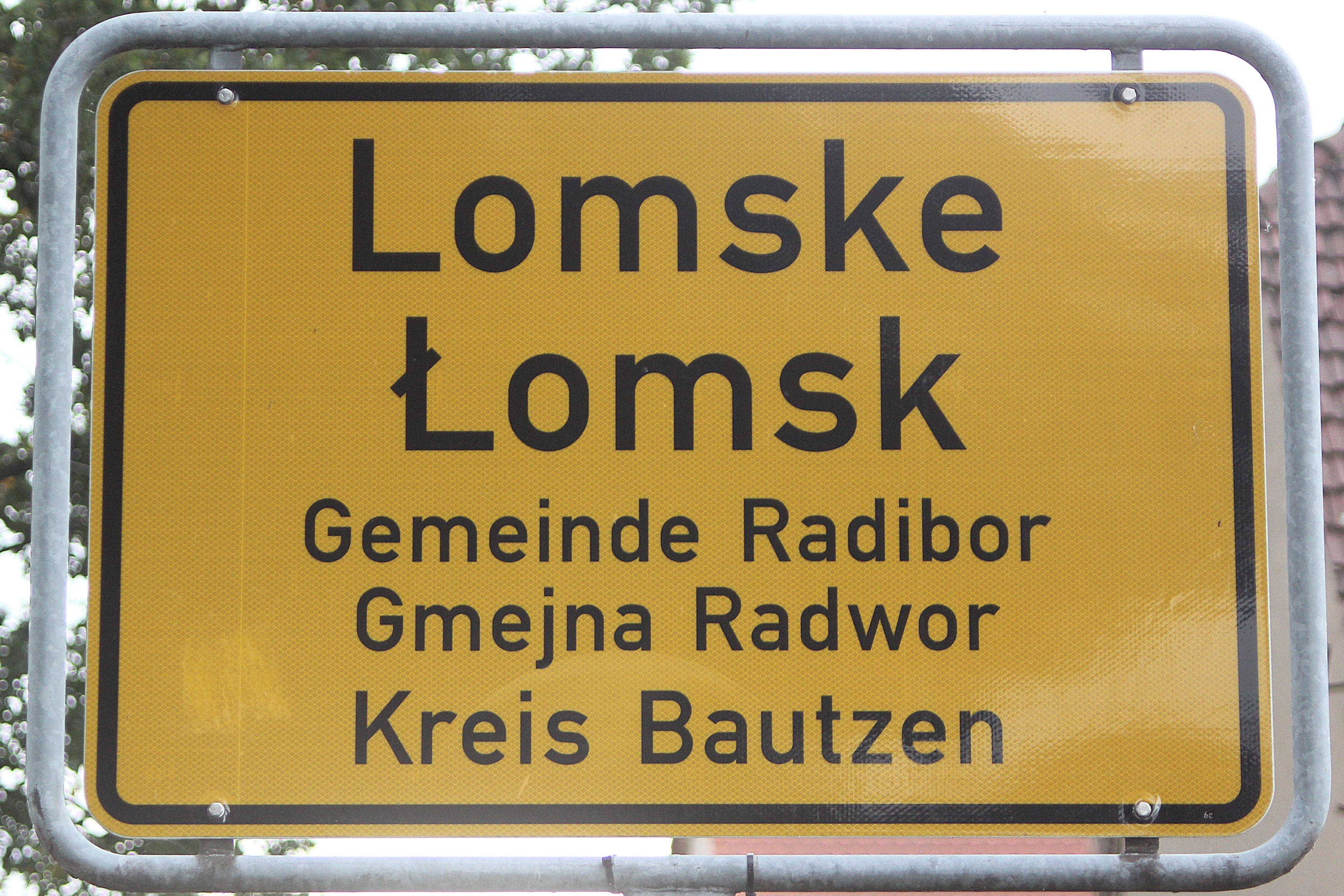
Ortsschild von Lomske (2024)

Die letzten Bevölkerungsdaten für die eigenständige Gemeinde Lomske geben für 1925 242 Einwohner an. 1890 hatte der Ort nur 145 Einwohner. Seit der Wiedervereinigung ist die Einwohnerzahl leicht gesunken; die Gemeinde Radibor gibt für 2008 194 Bewohner an.
Für seine Statistik über die sorbische Bevölkerung in der Oberlausitz ermittelte Arnošt Muka in den achtziger Jahren des 19. Jahrhunderts eine Bevölkerungszahl von 233 Einwohnern; davon waren 218 Sorben (94 %) und 15 Deutsche.

### Religion
Mindestens seit dem 16. Jahrhundert ist Lomske nach Milkel gepfarrt. Die letzten Angaben zur Religionszugehörigkeit stammen von 1925. Damals waren 234 von 242 Einwohnern evangelisch-lutherisch (97 %).

## Verkehr
Lomske liegt etwas abseits der Staatsstraße 106 (Kleinwelka-Milkel). Die nächste Anschlussstelle der Autobahn 4 (Bautzen-West) befindet sich etwa zehn Kilometer entfernt in südlicher Richtung.